# Manoel Lourenço Silva
Manoel Lourenço Silva (, 1904 — , ) foi um nadador brasileiro, que participou de uma edição dos Jogos Olímpicos pelo Brasil.

## Trajetória esportiva
Manoel Silva pertencia à Liga de Sports da Marinha do Brasil quando foi campeão carioca de natação, em 1931 e 1932.
Foi recordista do revezamento 4x200 metros nado livre e campeão de polo aquático em 1928, 1929 e 1930.
Participou das Olimpíadas de 1932, em Los Angeles, e foi à final dos 4x200 metros livres, junto com Benvenuto Nunes, Isaac Moraes e Manoel Villar, terminando em sétimo lugar, com o tempo de 10min36s5.